# 麥至德
麥至德，又称麦志德，广东连州人，明朝政治人物。
洪武十七年，擔任工部侍郎，兼代工部尚書職位。洪武十八年，因郭桓案牽連，被殺。